# I My Me! Strawberry Eggs
I My Me! Strawberry Eggs (あぃまぃみぃ！ストロベリー・エッグ?, Ai Mai Mii! Sutoroberī Eggu) è un anime del 2001 diretto da Yuji Yamaguchi. Composto da 13 episodi, l'anime racconta la storia di un ragazzo che per insegnare è costretto a travestirsi da donna. L'opera è la classica commedia scolastica, ma affronta anche tematiche piuttosto serie come ad esempio la discriminazione sessuale. In Italia è stato trasmesso solo l uno episodio su MTV Italia in originale con sottotitoli in italiano durante l'Anime Week.
L'edizione italiana in DVD di Dynit contiene la serie in lingua originale con i sottotitoli in italiano ed è stata pubblicata in un box da due DVD a prezzo speciale.

## Trama
Hibiki Amawa, un giovane intraprendente insegnante, si è appena trasferito e in cerca di soldi per pagare l'affitto della camera presa dall'irascibile Ruru Sanjo (che minaccia di cucinare il suo cane se non le viene pagato il canone) fa domanda formalmente presso la scuola privata Seitow Sannomiya. Trattato malamente dalla direttrice, scopre che gli uomini in quella scuola non sono ben accetti e la politica ormai assodata è che lo staff di insegnanti debba essere formato esclusivamente da donne poiché gli uomini semplicemente non sarebbero in grado di svolgere un compito così delicato. Il ragazzo inorridito ritorna al suo appartamento dove incontra la vecchia Ruru che gli consiglia di non arrendersi.
L'anziana elabora con il giovane un piano per poter insegnare comunque nella scuola: lo fa travestire da donna e gli fornisce un congegno per modificare la sua voce. Hibiki, completamente irriconoscibile, torna quindi alla scuola e sebbene con qualche perplessità viene accettato dalla direttrice. Diventa così un insegnante di educazione fisica e finalmente inizia a svolgere il proprio lavoro.
Viene preso però subito di mira dalla vice preside per le sue maniere poco consone agli standard della scuola. Ad esempio chiede alle ragazze di indossare vestiti diversi rispetto alla gonna canonica per fare gli esercizi, andando contro la morale. Oppure chiede che le ragazze aiutino i ragazzi a fare le pulizie e cose simili. Nel frattempo Hibiki si affeziona particolarmente ad una sua allieva, Fūko Kuzuha, la quale ha avuto un passato particolarmente difficile. Un evento inaspettato però cambierà tutto e l'uomo si troverà a fare i conti con le sue scelte e i doveri di un insegnante verso i propri studenti.

## Personaggi

### Gochiso
- Hibiki Amawa (Yuuji Kishi, Yuki Masuda) - un ragazzo che sceglie di travestirsi da donna per poter insegnare nella scuola di Seitow Sannomiya. Inizialmente tutto sembra procedere per il meglio, ma poi mille difficoltà condizioneranno la sua vita scolastica.
- Ruru Sanjo (Kujira) - proprietaria di Gochiso, affitta una camera a Hibiki Amawa e lo aiuta nella trasformazione in donna per insediarsi nella scuola Seitow Sannomiya, come se avesse un motivo personale. Ha una forte passione per le moto e spesso usa una pistola per impaurire chi le sta intorno.
- Mori Koji (Katashi Ishizuka) - narcisista, gira sempre con un grande specchio. È un feticista delle uniformi scolastiche giapponesi. Vive al Gochiso.
- Tofu "Kochi" Tofukuji (Yūji Ueda) - pensionato che vive al Gochiso. Amico di Mori Koji, ha un debole per Fūko che non esita a spiare nella notte dalla finestra del dormitorio.

### Scuola Sannomiya
- Chieko Sannomiya (Rika Taniguchi) - Direttrice della scuola che porta il suo stesso nome, crede fermamente che gli uomini siano esseri inferiori comandati esclusivamente dagli istinti sessuali. Ripete il motto "L'amore è tutto", ma in realtà non si rende conto della sua ipocrisia.
- Reiko Mukogawa (Eriko Kawasaki) - Vice direttrice della scuola. Fa rispettare i principi fondamentali della scuola e per questo non sopporta le innovazioni apportate da Hibiki Amawa arrivando ad odiarla.

### Studenti
- Fūko Kuzuha (Akeno Watanabe) - si carica di lavori extra scolastici e i suoi compagni approfittano della sua disponibilità. È sbadata e facilmente impressionabile, ma trova un gran conforto nella sua nuova insegnante Hibiki Amawa.
- Fujio Himejima (Mikako Takahashi) - amica di Fūko, ammira segretamente Akira Fukae, anche se questo si comporta piuttosto freddamente nei suoi confronti.
- Akira Fukae (Yūji Ueda) - ragazzo scontroso e quasi sempre distaccato.

## Episodi
| Nº | Titolo italiano Giapponese 「Kanji」 - Rōmaji                                                      | In onda           | In onda |
| Nº | Titolo italiano Giapponese 「Kanji」 - Rōmaji                                                      | Giapponese        |         |
| 1  | Il primo inevitabile rossetto 「背水のファーストルージュ」 - Haisui no fāsuto rūju                 | 4 luglio 2001     |         |
| 2  | L'eyeliner sul ciglio del proibito 「禁断のギリギリアイライン」 - Kindan no giri giri airain       | 11 luglio 2001    |         |
| 3  | Un fard individualista 「身勝手なチークマジック」 - Migatte na chīku majikku                       | 18 luglio 2001    |         |
| 4  | Una delicata crema per le occhiaie 「微妙なティアコンシーラー」 - Bimyō na tia konshīrā            | 25 luglio 2001    |         |
| 5  | Un fondotinta da incubo 「邪なドリームファンデ」 - Ja na dorīmu fande                              | 1º agosto 2001    |         |
| 6  | Frammenti di vetro di un portacipria 「硝子たちのパウダーパズル」 - Garasu tachi no paudā pazuru   | 8 agosto 2001     |         |
| 7  | Le tonalità del desiderio 「憧れ色のフェイスカラーチューン」 - Akogare iro no feisu karā chūn      | 22 agosto 2001    |         |
| 8  | Il timbro di voce dell'innocenza 「反逆のビューラーボーイズ」 - Hangyaku no byūrā bōizu            | 29 agosto 2001    |         |
| 9  | Labbra sexy in una notte d'estate 「真夏の夜のセクシーグロス」 - Manatsu no yoru no sekushī gurosu | 5 settembre 2001  |         |
| 10 | Contrasti e colpi di luce 「困惑のラブパレット」 - Konwaku no rabu paretto                         | 12 settembre 2001 |         |
| 11 | Il profumo di un giovane cuore 「大人へのフレグランスハート」 - Otona e no fureguransu hāto        | 19 settembre 2001 |         |
| 12 | L'essenza della finzione 「偽りのクレンジングショック」 - Itsuwari no kurenjingu shokku            | 25 settembre 2001 |         |
| 13 | Il giorno dello struccatore 「いつか約束のノーメイク」 - Itsuka yakusoku no nō meiku               | 26 settembre 2001 |         |

## Sigle
- Apertura - Dearest di Hitomi Mieno
- Chiusura - White Station di Ace File